# Hệ thống Định vị Toàn cầu vi sai
Hệ thống Định vị Toàn cầu vi sai (DGPS) là một dạng nâng cao của Hệ thống Định vị Toàn cầu, trong đó sử dụng thêm một mạng lưới các trạm mặt đất cố định để phát tín hiệu làm căn cứ cho các thiết bị định vị nhận biết sự khác biệt giữa các vị trí của các trạm đo theo hai cách: được chỉ định bởi hệ thống vệ tinh và số liệu đo đạc chính xác đã biết từ trước. Từ sai khác giữa vị trí đo bởi vệ tinh và vị trí chính xác đã biết, các thiết bị định vị có thể hiệu chỉnh vị trí chính xác của chúng.
Các tín hiệu hiệu chỉnh thường được phát ở dạng sóng radio UHF. Ví dụ, Tuần duyên Hoa Kỳ và Canada chạy một hệ thống như vậy ở Mỹ và Canada, sử dụng dải tần vô tuyến sóng dài giữa 285 kHz và 325 kHz. Các tần số này cũng thường được sử dụng cho đài phát thanh gần biển, gần sông lớn và bến cảng. Úc chạy hai hệ thống DGPS: một là chủ yếu cho hàng hải, phát tín hiệu trên dải sóng dài; một hệ thống khác được sử dụng cho điều tra đất đai và di chuyển trên mặt đất, sử dụng băng tần FM radio thương mại.

## Lịch sử
Khi GPS lần đầu tiên được đưa vào dịch vụ, quân đội Mỹ lo ngại về khả năng các lực lượng đối phương sử dụng tín hiệu GPS có sẵn trên toàn cầu để hướng dẫn hệ thống vũ khí của riêng họ. Để tránh điều này, các tín hiệu "thô" (C/A) truyền đi trên các tần số L1 (1575,42 MHz) đã cố tình bị làm giảm chất lượng, bằng cách gây ra sai lệch ngẫu nhiên trong tín hiệu đồng hồ, tương đương với sai số khoảng 100 mét về khoảng cách. Kỹ thuật này, được gọi là "cung cấp chọn lọc", hay gọi tắt là SA, gây ra sự xuống cấp nghiêm trọng cho người sử dụng GPS trong mục đích phi quân sự. Các thông tin chính xác dành cho người sử dụng tần số kép GPS, nhận thêm tín hiệu từ tần số L2 (1227,6 MHz); nhưng L2, dự định sử dụng cho quân sự, được mã hóa và chỉ có sẵn cho người dùng có quyền truy cập và sở hữu mã khóa thích hợp.
Đến giữa thập niên 1980, một số cơ quan phát triển một vài giải pháp cho các vấn đề SA. Vì tín hiệu SA được làm lệch từ từ, giá trị sai lệch là tương đối cố định trên một vùng lãnh thổ rộng. Điều này gợi ý rằng phát sóng về sự sai lệch cho khu vực địa phương thu GPS có thể loại bỏ ảnh hưởng của SA, kết quả đo có sai số gần hơn với giá trị lý thuyết của GPS, khoảng 15 mét. Ngoài ra, một nguồn của sai sót trong GPS là do sự chậm trễ truyền tín hiệu trong tầng điện ly, cũng có thể được đo và sửa chữa bằng phương pháp này. Kết quả là sai số giảm xuống khoảng 5 mét.

## Hoạt động
Một trạm tham chiếu tính toán và sửa chữa sai lệch với địa điểm và thời gian riêng của nó. Người dùng trong vùng bán kính lên đến 200 hải lý (370 km) từ trạm tham chiếu, có thể nhận báo cáo về sai lệch đã được tính toán bởi trạm tham chiếu và hiệu chỉnh lại giá trị vị trí và thời gian chính xác cho họ. Tuy nhiên, độ chính xác của DGPS giảm theo khoảng cách tới trạm tham khảo.